# Masanihalli, Hosadurga
Masanihalli là một làng thuộc tehsil Hosadurga, huyện Chitradurga, bang Karnataka, Ấn Độ.